# Warteschule

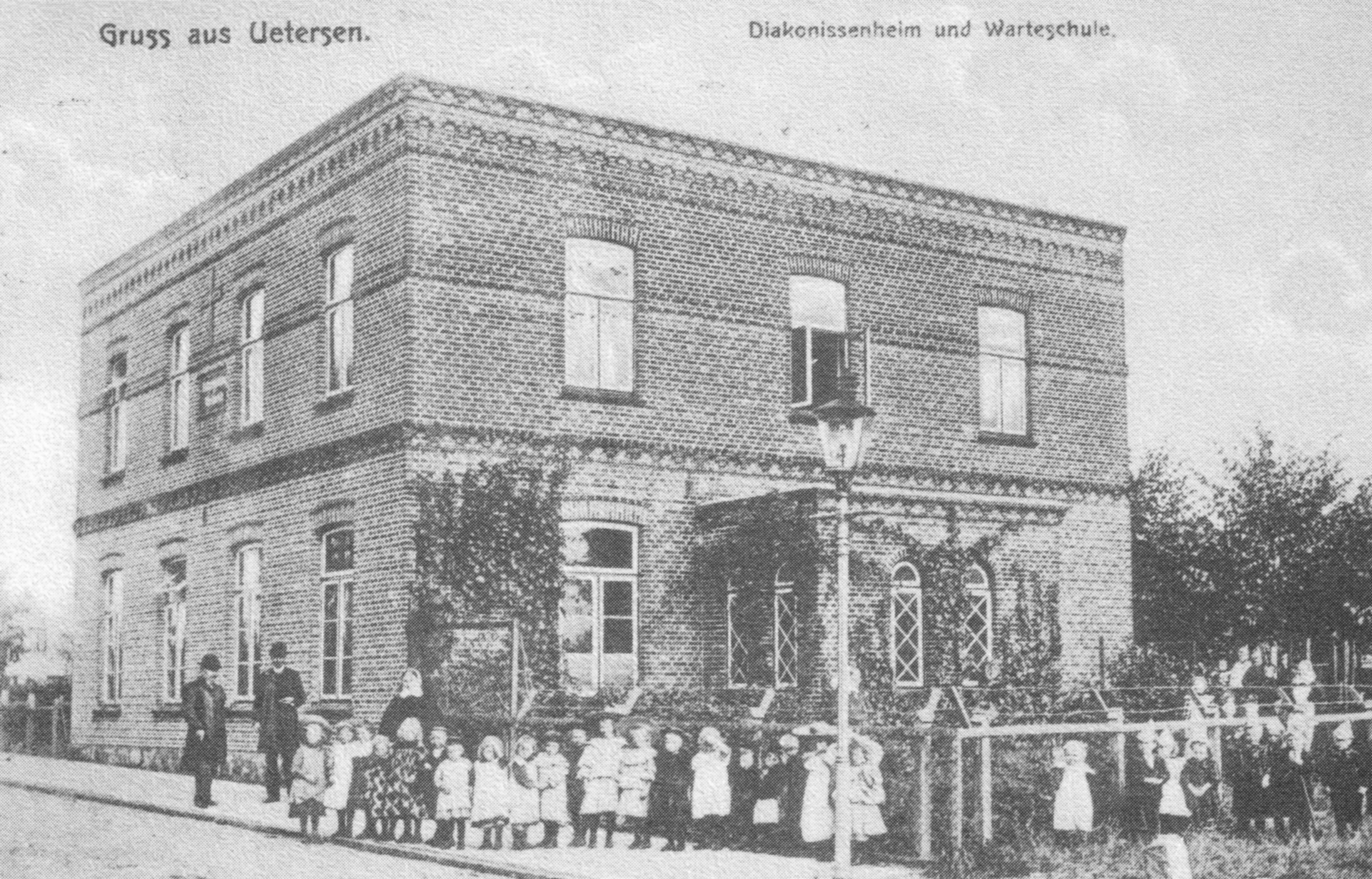
Diakonissenheim und kirchliche Warteschule um 1910 in Uetersen

Eine Warteschule war eine soziale Einrichtung, ähnlich dem heutigen Kindergarten, in der im 19. Jahrhundert Kinder aus armen Familien bis zu ihrem Eintritt in das Schulsystem stunden- oder halbtagsweise betreut wurden.
Die Warteschulen gingen auf die Arbeit der Inneren Mission zurück. Sie sollten der Verwahrlosung der Kleinkinder arbeitender Mütter entgegenwirken. Die erste Warteschule wurde 1830 in Hamburg im Rauhen Haus eröffnet. Meist unter dem Dach einer Kirchengemeinde wurden die Warteschulen überwiegend durch Spenden finanziert. Dabei wurde im Gegensatz zur Fröbelschen Kindergartenpädagogik aus Kostengründen in der Regel auf ausgebildetes Fachpersonal verzichtet. Die Betreuung der Kinder wurde durch Gemeindeschwestern bzw. durch die Gemeindepflege der Stadt gesichert, welche dabei häufig von Ehrenamtlichen unterstützt wurden. Die Notwendigkeit dieser Betreuung musste oftmals nachgewiesen werden.